# Décembre 2015
Cette page présente les faits marquants du mois de décembre 2015.

## Évènements
- 1er décembre : Attentat dans le métro d'Istanbul (Turquie).
- 1er décembre et 2 décembre : deuxième tour de la seconde phase des élections législatives en Égypte.
- 2 décembre : la fusillade de San Bernardino en Californie fait 14 morts.
- 3 décembre : référendum au Danemark.
- 3 au 5 décembre : élection présidentielle aux Seychelles (1er tour).
- 6 décembre :
  - élections législatives au Venezuela ;
  - référendum constitutionnel en Arménie.
- 6 et 13 décembre : premières élections régionales françaises à la suite de la fusion des régions, délimitées et définies par la loi du 16 janvier 2015.
- 7 décembre : le Premier ministre de Lettonie Laimdota Straujuma annonce sa démission.
- 8 décembre : inauguration officielle du Jubilé de la Miséricorde par le pape François.
- 9 décembre :
  - élections législatives à Saint-Vincent-et-les-Grenadines ;
  - renouvellement intégral du Conseil fédéral suisse.
- 10 décembre : Mauricio Macri est investi président de la Nation argentine, succédant à Cristina Fernández de Kirchner.
- 12 décembre :
  - élections municipales, premier scrutin ouvert aux femmes en Arabie saoudite ;
  - la conférence de Paris sur le climat (COP21) aboutit à un accord universel dit « accord de Paris » ;
  - tirage au sort des groupes pour l'Euro 2016 en France.
- 13 décembre : référendum constitutionnel en République centrafricaine.
- 16 au 18 décembre : élection présidentielle aux Seychelles (2e tour).
- 18 décembre : référendum constitutionnel au Rwanda.
- 20 décembre :
  - glissement de terrain à Shenzhen en Chine ;
  - élections législatives en Espagne ;
  - référendum en Slovénie sur le mariage entre personnes de même sexe.
- 23 décembre : démission de Irakli Garibachvili, Premier ministre de Géorgie.
- 28 décembre : le gouvernement et l'état-major irakiens annoncent avoir totalement libéré la ville de Ramadi de l'État islamique.
- 29 décembre : l’OMS annonce la fin de l'épidémie d’Ebola en Guinée.
- 30 décembre : 
  - élection présidentielle (1er tour) et élections législatives en République centrafricaine.
  - élections législatives aux Kiribati (1er tour).
- 31 décembre : agressions sexuelles du Nouvel An 2016 en Allemagne.